# Cairn de Kercado
Cet article concerne un monument mégalithique de Carnac. Pour le quartier de Vannes, voir Kercado.
Le cairn de Kercado est un  cairn dolménique situé à Carnac dans le département français du Morbihan. Le cairn, remarquablement conservé, renferme un dolmen à couloir  dont les fouilles archéologiques ont livré un riche mobilier archéologique correspondant à une utilisation durant le Néolithique moyen et récent.

## Historique
Le monument étant situé sur un ancien domaine seigneurial, il est probable que cette situation ait contribué à éviter que le cairn soit démantelé par les habitants des environs pour en récupérer les pierres qui le constituent. Le site aurait servi de cachette pour les Chouans au XIXe siècle. En 1863, le cairn est fouillé par René Galles, à l'époque, l'accès à l'intérieur du cairn se fait par une ouverture pratiquée au sommet dans l'angle nord-est de la chambre. Le site est classé monument historique par arrêté du 27 décembre 1923. En 1925, Zacharie Le Rouzic refouille le dolmen avant de le restaurer de manière un peu abusive,.

## Description

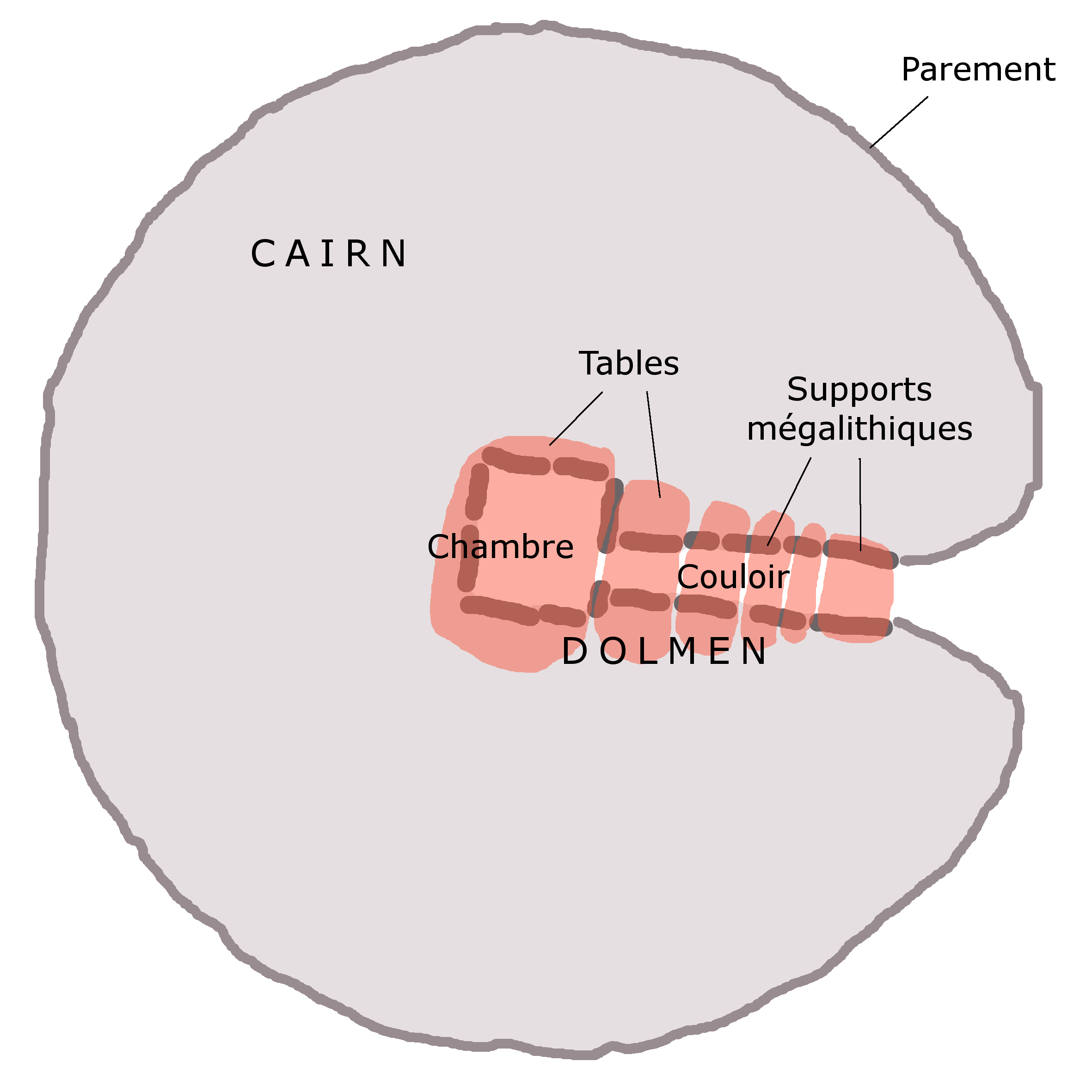
Plan du cairn.

Le cairn est de forme circulaire. Il mesure 30 m de diamètre pour une hauteur de 3,50 m environ. Le cairn est constitué intégralement de pierres sèches sans aucune couche de terre intercalée. « Toutes les pierres du cairn avaient été mises à la main, placées à plat les unes sur les autres, penchant toutes vers le centre du monument ». L'ensemble du cairn est ceinturé par un mur de parement. Le pourtour extérieur du cairn a été dallé de manière assez régulière avec des pierres placées à plat sur une largeur de 3 m côté est, de 4 à 6 m côté ouest et 4 m côté sud. En périphérie de ce dallage, Le Rouzic « mis au jour vingt-sept blocs couchés et debout formant une enceinte mi-circulaire ou plutôt excentrique autour du tumulus mais dont la partie nord et nord-est manque », qu'il redressa après découverte de leurs pierres de calage.
Le cairn renferme un dolmen à couloir, ouvrant au sud-sud-est, comprenant une chambre unique. Le couloir est délimité par neuf orthostates (cinq côté nord, quatre côté sud), en partie surmontés par des murets en pierres sèches. Il mesure 7,50 m de long pour une largeur passant de 0,90 m, à l'entrée, à 1,20 m près de la chambre. L'ensemble étant recouvert de cinq tables de couverture. La chambre est de forme quadrangulaire (2,90 m de long sur 3 m de large). Elle mesure 2,30 m de hauteur au centre. La chambre est délimitée par huit orthostates surmontés de murs assez grossiers, le tout recouvert par une unique dalle de couverture. Le sol du couloir et de la chambre étaient dallés. Le Rouzic a découvert au centre de la chambre une cavité, creusée dans le roc sous-jacent (0,60 m de long sur 0,40 m de large pour 0,15 à 0,20 m de profondeur).
Deux dalles du couloir ainsi que le support sud de l'entrée de la chambre comportent un décor gravé de type réticulé (en mailles de filet), proche de celui observé à Mané-Kerioned et au Cairn de Petit Mont. Le support nord de l'entrée de la chambre affecte la forme d'une silhouette anthropomorphe. La dalle de couverture de la chambre est gravée d'un motif type « hache-charrue », placé près des supports, ce qui fait songer à un réemploi.

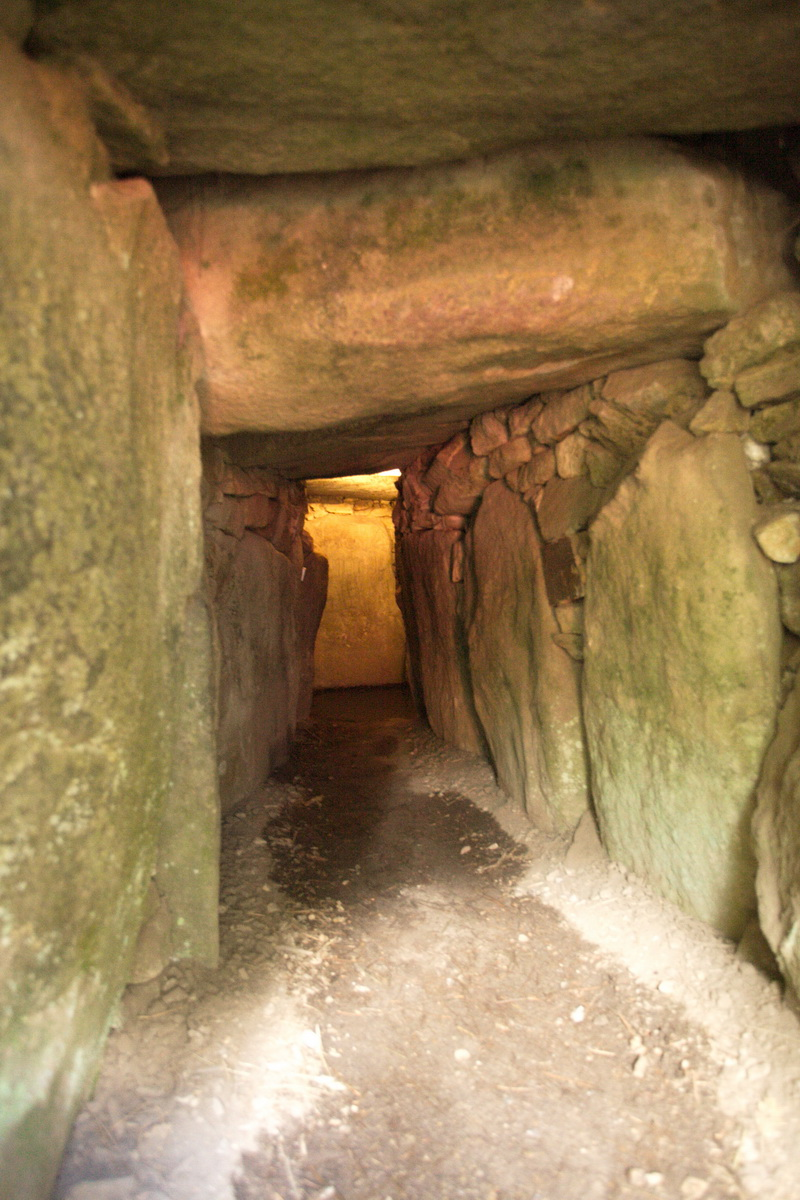
Couloir vu depuis l'entrée, orthostates et murets de rattrapage.
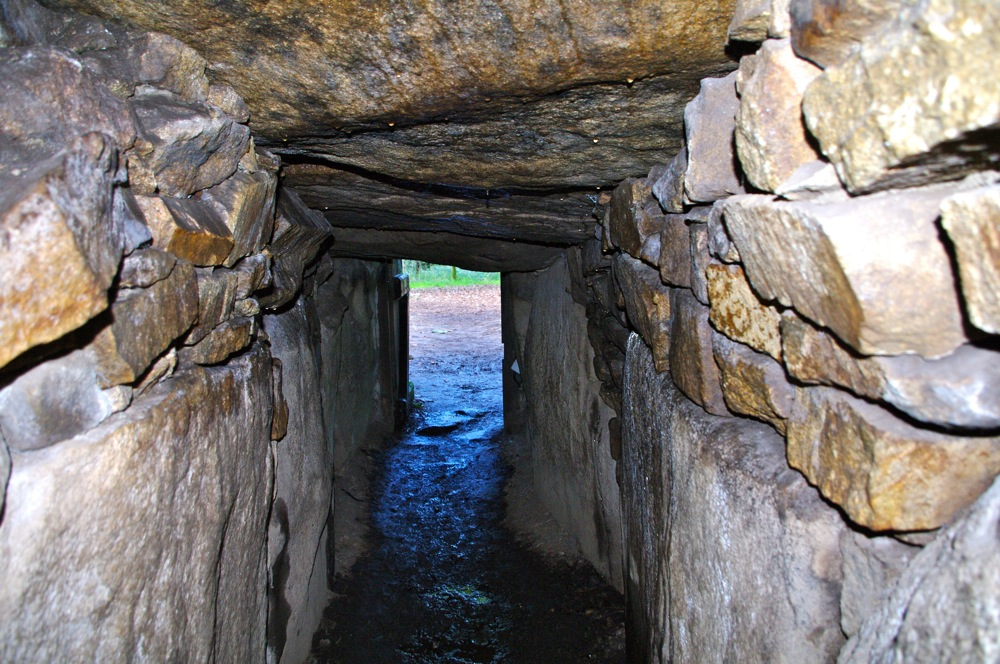
Couloir vu depuis la chambre, orthostates et murets de rattrapage.
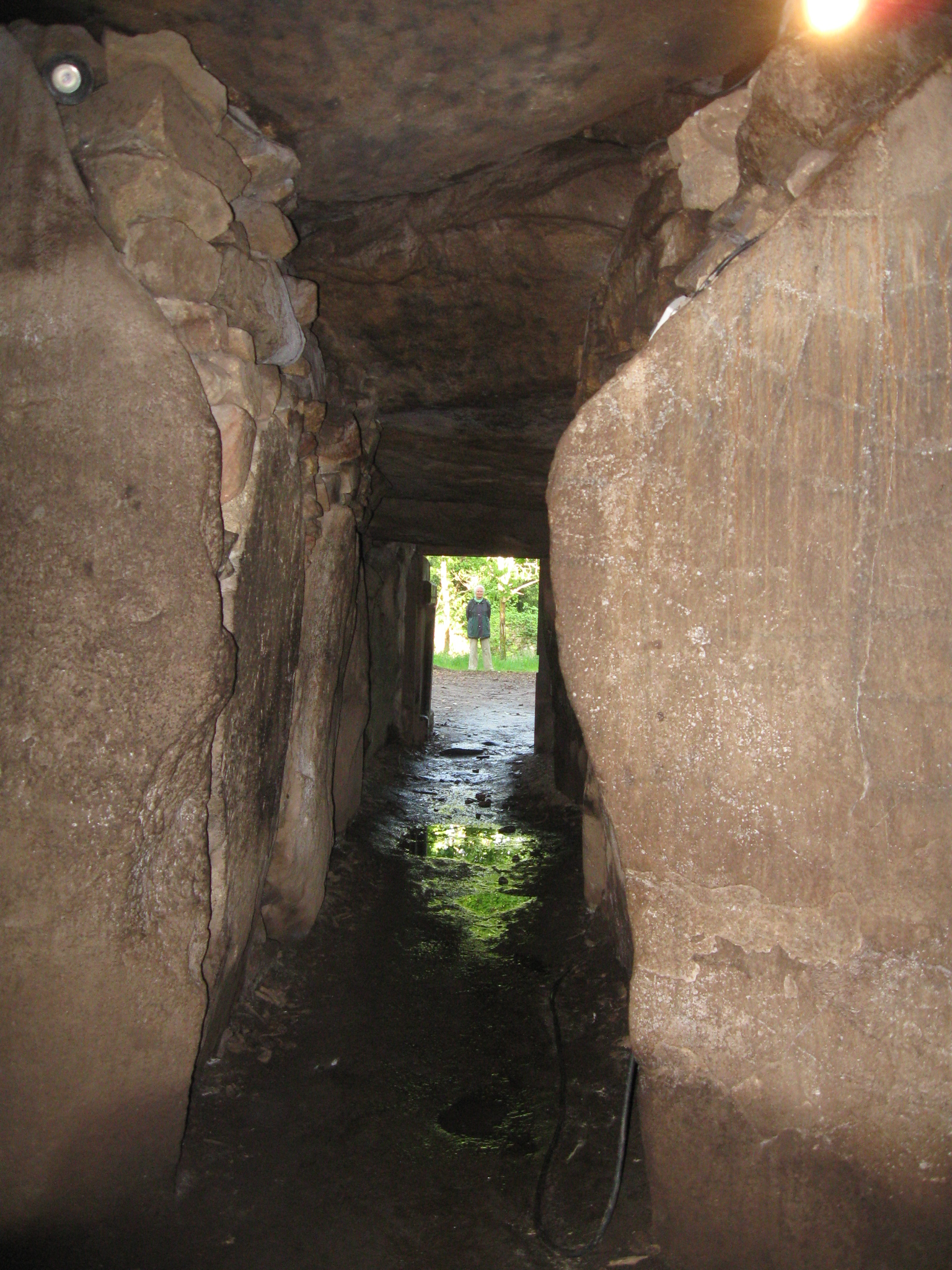
Décor réticulé sur la dalle de droite.
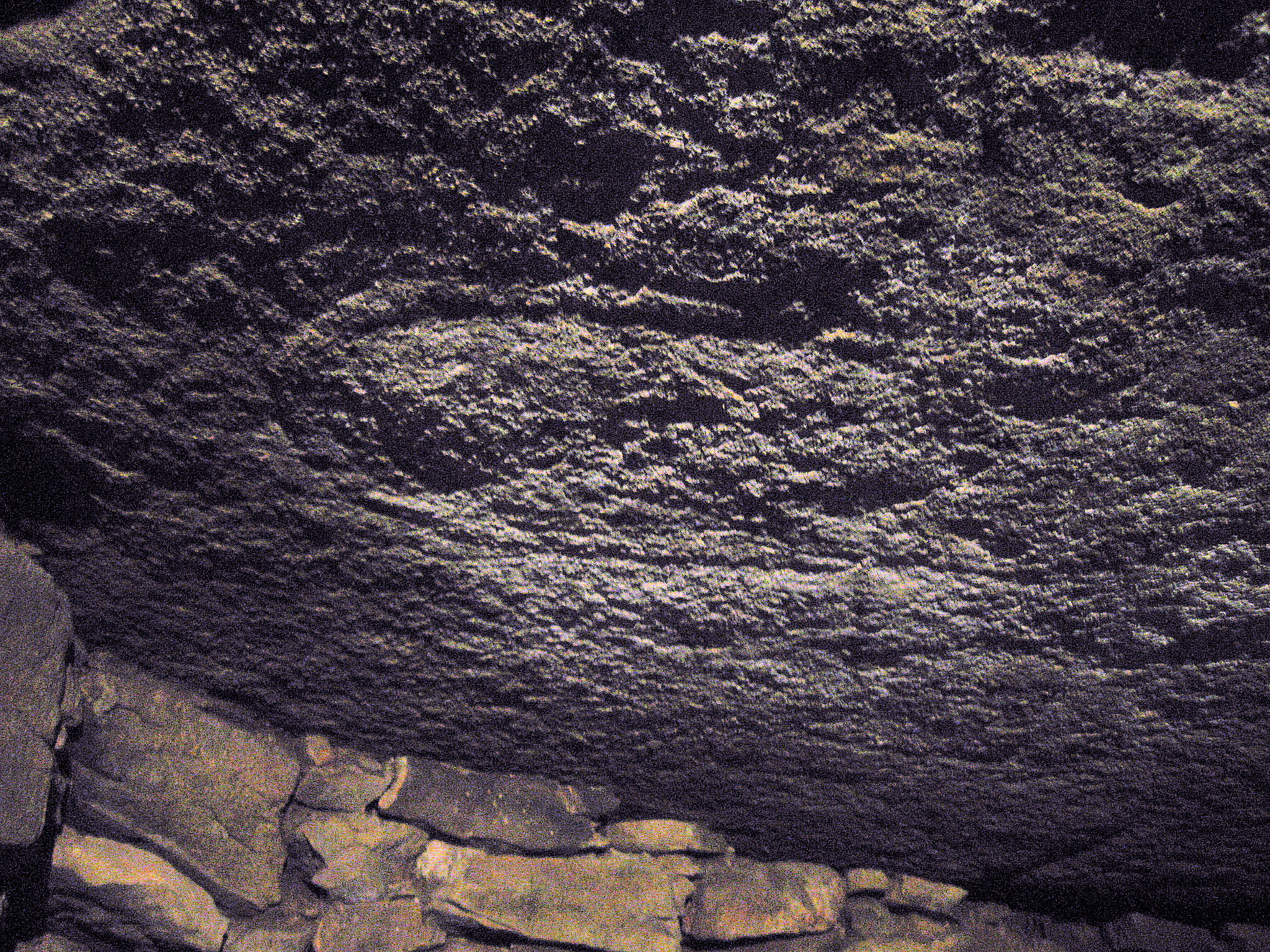
Décor sur le plafond de la chambre.

## Mobilier archéologique
Galles découvrit la chambre et le couloir comblés d'un mélange de pierres et de terre sur environ 1 m de hauteur, l'intérieur du dolmen n'était pas resté inviolé pour autant mais il put recueillir de nombreux ossements humains et un petit mobilier funéraire. Ce sont surtout les fouilles de Le Rouzic, en 1925, qui livrèrent un riche mobilier. Une grande partie de ce mobilier fut découvert par Le Rouzic sur le cairn, dans les probables déblais laissés par la fouille de Galles :
| Fouilles         | Céramiques                                                                   | Éléments de parure | Objets lithiques | Divers | Conservation                     |
| ---------------- | ---------------------------------------------------------------------------- | --- | --- | --- | -------------------------------- |
| Galles (1863)    | - fragments de vases calciformes ornés au pointillé                          | - 4 pendeloques en schiste dont 1 discoïde - 1 gros grain de collier en serpentine - 7 grains de collier en callaïs                               | - 1 hache en grès - 2 haches en jadéite - pointes de flèches - éclats de silex | - ossements - charbons de bois                                                                                        | Société polymathique du Morbihan |
| Le Rouzic (1925) | - 41 vases, dont 12 vases calciformes ornés au pointillé et des vases apodes | - 147 perles en callaïs - 14 perles blanches en matière friable - 2 plaquettes en or massif - 1 pendeloque et 1 fragment de pendeloque en schiste | - 4 pointes de flèche à ailerons et pédoncule - 10 petites lames en silex - 7 grattoirs en silex et 2 grattoirs en quartz - 620 éclats de silex et 83 éclats en quartz - 9 nucléi - 6 fragment de hache polie en diorite - 16 percuteur en quartz - 4 molettes et 1 petite meule en granite - divers galets | - ossements humains dont 17 dents humaines - charbons de bois - coquillages divers - 1 morceau de peroxyde de fer usé | Musée de Préhistoire de Carnac   |

L'étude des ossements humains trouvés par Galles a été réalisée dès 1863 par G. de Closmadeuc qui était chirurgien. Selon Closmadeuc, les ossements découverts sont d'origine humaine (adultes et enfants) et animale (oiseaux). La plupart de ces ossements présentaient des traces d'ustion.
La diversité du mobilier découvert correspond à une longue fréquentation du Néolithique moyen au Néolithique final (Culture campaniforme.

## Datation
Un datation au carbone 14 sur un charbon recueilli par Le Rouzic indique une période comprise entre 5200 av. J.-C. et 4360 av. J.-C.. En 1965, Jean L'Helgouach considère que de telles dates « ne semblent pas devoir être retenues, ayant été effectuées sur un matériel provenant de fouilles anciennes et n'ayant pas reçu de confirmation » mais en 1979, il admet une datation de 4670 av. J.-C..